# 東大阪市立弥刀東小学校
東大阪市立弥刀東小学校（ひがしおおさかしりつ みとひがししょうがっこう）は、大阪府東大阪市友井二丁目にある公立小学校。
東大阪市の南西部、近鉄大阪線弥刀駅東側の住宅地を校区とする。校区は八尾市に接している。

## 沿革
東大阪市立弥刀小学校の児童数増加に伴い、同校から分離する形で1968年に開校した。開校時には、校区内在住の5年生以下の児童が弥刀小学校から移る形となった。
- 1968年4月1日 - 東大阪市立弥刀東小学校として開校。
- 1968年6月1日 - 校章制定
- 1970年10月4日 - 校歌制定
- 1973年11月21日 - 体育館落成
- 1984年6月26日 - プール竣工

## 通学区域
- 東大阪市 近江堂二丁目9～10番、近江堂三丁目、金物町、友井二～五丁目、南上小阪8～12番

卒業生は東大阪市立弥刀中学校に進学する。

## 交通
- 近鉄大阪線 弥刀駅 北東へ約900m。